# マキテック
株式会社マキテック（英: Makitech Co., Ltd.）は、愛知県名古屋市熱田区に本社を置く企業。主に運搬関連の設備を製造している。

## 概要
搬送システムである各種コンベヤ、コンベヤで使われるローラーを製造する会社。その他事業も展開している。

## 事業所
- 本社 - 愛知県名古屋市熱田区旗屋1-9-21
- 営業本部 - 愛知県弥富市鍋平1-18

### 工場
- 弥富工場/製造本部（愛知県弥富市鍋平1-18）
- 四日市開発センター（三重県四日市市小牧町1839-1）

ほか、三重工場、四日市工場、垂井工場、四国工場、九州工場など。

### 営業所
- 名古屋（愛知県名古屋市熱田区旗屋1-9-21）
- 東京一課（東京都中央区湊1丁目14番18号カワグレビル2F）

ほか、北海道、仙台、神奈川、大阪、福岡など計50ヶ所。

### 日本国内グループ企業
- 株式会社マキテックサービス（愛知県名古屋市中川区供米田2‐1001）
- 株式会社MAKIKOMU（東京都中央区湊1丁目14番18号カワグレビル5F）
- 株式会社カワグレ（新潟県三条市西大崎3丁目16番55号）

### 日本国外グループ企業
中華人民共和国
無錫真木機械有限公司（WUXI MAKI MACHINERY CO.,LTD）
丹陽真輝康復設備有限公司（DANYANG MAKILIFETECH CO.,LTD.）
ベトナム
MAKITECH VIETNAM CO.,LTD.

## 沿革
この節は特記のない限り公式サイトの沿革による。
- 1946年 - 創業者故真木政雄が愛知県名古屋市熱田区において真木工業所を設立。農業用発電機、紡績部品の下請けを行う。
- 1961年 - 真木工業株式会社に改組。代表取締役には故真木政雄が就任。
- 1967年 - 愛知県海部郡十四山村（現：弥富市に十四山工場（現：弥富工場）を設置。
- 1971年 - ローラーコンベヤの製造を開始。
- 1974年 - 第2営業課が独立し、マキ商事株式会社を設立。代表取締役には真木伸一が就任。
- 1982年 - 愛知県名古屋市熱田区に本社ビル完成｡
- 1987年 - 真木工業は故真木政雄が代表取締役会長に､真木伸一が代表取締役に就任｡
- 1988年 - マキ商事株式会社が株式会社マキテックに社名を変更｡
- 1990年 - 三重県三重郡菰野町に三重工場を完成｡
- 1994年 - 株式会社マキテックは真木工業株式会社と合併。
- 1998年 - 福岡県田川市に九州工場を設置｡
- 2005年 - 香川県仲多度郡に四国工場を完成。
- 2006年 - グレーチング販売を行なっていた株式会社エムケイホームが株式会社マキテックに合併。
- 2008年 - ASP（移動棚）、駐輪機の販売を始める。
- 2011年 - 屋根一体型太陽光発電システム「昴シリーズ」の販売を始める。
- 2012年 - 取締役 会長に真木伸一が就任。代表取締役 社長に大野裕幸が就任。株式会社マキテック米沢工場が稼働する。
- 2015年 - 福祉製品販売を行っていた株式会社マキライフテックが株式会社マキテックに合併。
- 2016年 - 三重県四日市市にロボット工場完成。
- 2017年 - 岐阜県不破郡垂井町に垂井工場を開設。
- 2018年 - 山形県米沢市の米沢工場にメッキ事業部を開設。
- 2020年 - 熊本県阿蘇郡に熊本工場を開設。
- 2021年 - グレーチングの製造を行う金三鋼業株式会社及びグレーチングの販売を行う株式会社カワグレを子会社化。
- 2022年 - 太陽光売電事業を行っていた株式会社マキサンコムが株式会社MAKIKOMUに吸収合併。
- 2022年 - 産業ロボット及び省力化・自動化設備の設計製作を行う株式会社日新を株式マキテックに吸収合併。

## 主な製品
この節は特記のない限り公式サイトの製品紹介ページによる。
- 搬送システム（グラビティローラコンベヤ、ホイールコンベヤ、ベルゴッチ、アラエール、駆動コンベヤ、バーチカルコンベヤ、コンベヤパーツ、カップコンベヤ、テーブルリフター、エアーリフト、装置関係、ベルトコンベヤ用ローラ、金型交換システム、ロボットシステム、AGV、パレット・オリコン・容器洗浄・清掃システム、破砕機）
- 物流機器（ロールボックス、六輪台車、保管機器、電動式移動棚、ピッキングシステム、物流機器レンタル）
- 建設関連事業（屋根一体型太陽光発電システム、駐輪システム、太陽光発電システム、LED、建設資材搬送用コンベヤ、グレーチング、PCカーテンウォール、住宅総合、メッキ、金属屋根）
- 福祉・介護事業（車椅子、杖（ステッキ）、シルバーカー、バスグッズ、電動ベッド）